# Un briciolo di allegria
«Un briciolo di allegria» — песня итальянских исполнителей Бланко и Мины. Была выпущена в качестве сингла 14 апреля 2023 года компаниями PDU и Pirames International вместе с клипом. Она была включена во второй студийный альбом Бланко Innamorato и семьдесят пятый альбом Мины Ti amo come un pazzo.

## Клип
Вместе с синглом 14 апреля 2023 года вышел клип, снятый режиссёром Симоне Пелузо. Клип снят в чёрно-белых тонах и стилизован под старые голливудские фильмы. По сюжету, Бланко не может догнать Мину, которая постоянно прячется в разных местах старого особняка.

## Отзывы критиков
Клаудио Кабона из Rockol описал песню как диалог между поколениями, музыкально линейный и приятный, с певицей, которая входит в мир Бланко, используя свежий язык. Кабона также назвал это сотрудничество одним из самых запоминающихся у Мины.

## Чарты

### Еженедельные чарты
| Чарт (2023)                 | Высшая позиция |
| --------------------------- | -------------- |
| Италия (Classifica singoli) | 1              |

### Годовые чарты
| Чарт (2023)                 | Позиция |
| --------------------------- | ------- |
| Италия (Classifica singoli) | 11      |

## Сертификации и продажи
| Регион                                                                      | Сертификация  | Продажи |
| --------------------------------------------------------------------------- | ------------- | ------- |
| Италия (FIMI)                                                               | 4× Платиновый | 400 000 |
| Данные о продажах + прослушиваниях приведены только на основе сертификации. |               |         |